# Palaua camanensis
Palaua camanensis là một loài thực vật có hoa trong họ Cẩm quỳ. Loài này được Ferreyra & Chanco mô tả khoa học đầu tiên năm 1980.